# Markiplier
|  | Maskinoversættelse og/eller tvivlsomt indhold Denne sides indhold bærer præg af at være en maskinoversættelse og/eller meget dårligt og uklart formuleret. Det vurderes at sproget er så dårligt og eventuelt forkert eller til at misforstå, at det bør omskrives eller oversættes på ny. Du kan hjælpe med at oversætte til korrekt dansk i denne og lignende artikler. Hvis dette ikke sker inden for kort tid, kan en sletning komme på tale. Se evt. denne sides diskussionsside eller i artikelhistorikken. |

Mark Edward Fischbach (født 28. Juni, 1989), bedre kendt som Markiplier, er en amerikansk YouTuber. Fischbach blev født Honolulu, Hawaii, men flyttede senere til Cincinnati, Ohio hvor han begyndte sin karriere. Siden da er han flyttet til Los Angeles, Californien hvor han bor på nuværende tidspunkt.
I december 2022 har hans kanal over 19,2 milliarder visninger og 34 millioner abonnenter

## Youtube karriere

### Historie

#### Tidlige år (2012-2014)
Fischbach oprettede sin kanal 6. marts 2012, under navnet "Markiplier" og lagde sin første video op 4. april 2012. Originalt ville Fischbach lave Sketchkomedie hvor han ville spille alle karaktererne. Dette led til navnet "Markiplier", en blanding af ordene Mark og Multiplier (Dansk: multiplikator). Fischbachs første serie var en playthrough af spillet Amnesia. Efter at have spillet samtlige andre spil, så som Penumbra og Dead Space, bannede YouTube hans AdSense konto. Dette resulteret i at Fischbach lavede en ny konto den 26. Maj 2012, MarkiplierGAME.